# Incomprise (torpilleur)
Pour les articles homonymes, voir L'Incomprise.
L'Incomprise est un torpilleur construit pour la marine française entre 1934 et 1936. Elle appartenait à la classe La Melpomène, connue pour des problèmes de stabilité et de navigabilité.

## Conception
L'Incomprise avait une longueur de 80,7 m,,, un maître-bau de 8 mètres (On rencontre aussi selon les sources les chiffres de 7,96 m voire 7,72 m, un tirant d'eau de 3,07 m, ou 3,10 mètres. Son déplacement était de 680 tonnes à charge normale (officiellement, 610 tonnes selon le traité naval de Washington) et près de 900 tonnes (895 exactement) à pleine charge. Sa propulsion reposait sur deux chaudières Indret au fioul, deux turbines à vapeur à engrenages Rateau-Bretagne, et deux arbres d'hélice terminés par une hélice tripale. Sa puissance de 22000 chevaux lui donnait une vitesse maximale de 34 ou 34,5 noeuds,,,. Il emportait jusqu’à 170 tonnes de combustible, lui donnant une autonomie de 2700 km à vitesse de croisière de 20 nœuds, ou 1260 km à vitesse maximale de 34 nœuds.
Son armement se composait de deux canons de 100 mm/45 modèle 1932 en deux tourelles simples, approvisionnés à 150 coups, quatre mitrailleuses Hotchkiss de 13,2 mm modèle 1929 antiaériennes (2 x 2 canons jumelés), deux tubes lance-torpilles de 550 mm, un grenadeur de sillage, avec dix grenades anti-sous-marines et une torpille remorquée Ginocchio anti-sous-marine,,. En 1943, plusieurs navires de la classe La Melpomène (La Melpomène, l'Incomprise, le Bouclier, la Flore et la Cordelière) ont fait l’objet d’une modernisation comprenant le retrait d’un canon de 100 mm/45, et l’ajout de trois canons de 40 mm/39 QF Mk VIII, de deux canons de 20 mm/70 Oerlikon Mk II/IV et d’un radar.
Les torpilleurs de la classe Melpomène étaient rapides et bien armés pour leur faible tonnage, mais leur coque comportait des défauts de structure. En raison de la dimension des chaudières, le pont au-dessus n'était pas continu, ce qui causait une faiblesse de la coque, cause supposée de la perte du Branlebas dans une tempête.
L’équipage se composait de 105 hommes : 6 officiers, 15 officiers mariniers, 85 quartiers-maîtres et matelots.

## Carrière
L'Incomprise a été construite par les Ateliers et chantiers de la Seine-Maritime (Worms,), Le Trait, près de Rouen. Sa quille est posée le 20 octobre 1934,,. Elle est lancée le 14 avril 1936, et mise en service le 3 mai 1938,,.
À sa mise en service, l'Incomprise est affectée à la 11e division de torpilleurs (11e DT) de Cherbourg, en compagnie du Branlebas. Ces torpilleurs furent rejoints par la Cordelière et le Bouclier..

### Seconde Guerre mondiale
Durant la campagne de Pologne, les torpilleurs de la 11e DT effectuent des escortes dans la Manche entre Cherbourg et Dunkerque, ainsi que de nombreux exercices d'entraînement dans la Manche et la mer du Nord.
Durant la bataille de France, l'Incomprise sert d'appui feu à Flessingue en mai 1940, retardant l'avance allemande sur l'Escaut. Elle participe à l'évacuation de Dunkerque et à la défense de Carentan en juin 1940.
Elle est capturée par les Britanniques à Portsmouth le 3 juillet 1940,,, lors de l'opération Catapult, en même temps que le Branlebas, la Cordelière, la Flore, La Melpomène et le Bouclier. Elle est incorporée dans la Royal Navy le 6 juillet 1940 et sert sous le pavillon britannique au sein de la 23th Destroyer Flottilla jusqu'en mai 1944. Au milieu de l’année 1944, elle est restituée aux Forces navales françaises libres et mise en réserve à Hartlepool (Royaume-Uni). Les cinq navires survivants de la classe sont rendus à la France en 1945, mais sont condamnés en 1950 sans avoir été réarmés. L'Incomprise est restituée à la marine française et remorquée jusqu’à Cherbourg où elle est de retour le 9 septembre 1945,. Elle est désarmée, condamnée et vendue le 31 août 1950,,,. L'Incomprise est démantelée à Brest par l'Entreprise Lhermitte au chantier Tristchler[réf. souhaitée].

## Commandants
- Lieutenant commander John Douglas Hayes, RN : du 6 juillet 1940 à avril 1941.
- Lieutenant (à la retraite) Francis Samuel Deveson, RNR : d’avril 1941 à mi-1944[5]